# Stransko delo
Stransko delo, imenovano tudi stranska služba ali stranski dohodek, je dodatna zaposlitev, ki jo oseba opravlja poleg svoje osnovne službe, da bi dopolnila svoj dohodek. Stranska dela se lahko opravljajo iz nuje, ko dohodek iz glavne službe ne zadostuje za preživetje, ali preprosto iz želje po večjem zaslužku. Stransko delo lahko neuradno imenujemo tudi dvoživkarstvo, običajno, ko se opravlja po običajnem delovnem času. Stransko delo je lahko zaposlitev s polnim delovnim časom, opravljanje dela po pogodbi za krajši delovni čas ali svobodno delo, oseba pa lahko opravlja več kot eno stransko delo.
Stranska dela so postala priljubljena zaradi stagnacije plač in nizke rasti plač, ki ne dohaja rasti življenjskih stroškov, pri čemer skoraj tretjina ljudi s stranskimi službami od teh pričakuje plačilo stroškov. Skoraj 39 odstotkov vseh Američanov poroča, da imajo stransko delo, vključno s 43 odstotkov zaposlenih s polnim delovnim časom. Najpogostejši razlog, zakaj delavci sprejmejo stransko delo, je pridobitev dodatnega razpoložljivega dohodka. V Združenem kraljestvu je 60 odstotkov študentov in diplomantov poročalo, da imajo stransko službo, 43 odstotkov pa jih je pri delodajalcu zahtevalo plačilo stroškov najema. Za milenijce je najverjetneje, da imajo stransko službo, običajno finančno »varnostno mrežo«, zaradi česar veljajo za »generacijo dvoživk«. Opravljanje stranskega dela je pogosto tudi kot sredstvo za odplačilo študentskega posojila, pa tudi kot sredstvo za pridobitno ustvarjalnost na načine, ki na običajnem delovnem mestu ne bi bili izvedljivi. 
Kadar osnovna služba osebi zagotavlja samo dohodek za opravljanje svoje želene stranske službe, se to običajno imenuje dnevna služba. Stranska služba so običajno stvari, ki jih je mogoče opravljati s polnim delovnim časom, s krajšim delovnim časom ali samostojno ob dnevni službi. Pogoste vrste stranskega dela so pisanje besedil, e-trgovina (npr. prodaja izdelkov na Amazonu), partnersko trženje, zagotavljanje storitev trženja v družbenih omrežjih, dnevno trgovanje ali vlaganje v delnice, trgovanje s kriptovalutami, prodaja NFT-jev, inštruiranje ali kovčing in vodenje podjetij.